# 2AM
2AM (кор. 투에이엠, укр. Ту ей ем) — південнокорейський музичний гурт з чотирьох учасників, що виконує повільні баладні пісні. Належить до агентства JYP Entertainment, де разом з 2PM — іншою групою цього агентства, утворюють музичний проєкт «One day». Офіційний дебют з композицією «이 노래» (укр. Ця пісня, англ. This Song) відбувся 11 липня 2008 року на передачі Music Bank телеканалу KBS. Офіційна назва фан-клубу — IAM, колір — металевий сірий.

## Історія

### Hot Blood
Учасники 2AM разом із групою 2PM перед дебютом брали участь у документальній передачі «Hot Blood» (Гаряча кров) каналу Mnet про тренувальні дні стажистів JYP Entertainment. Одинадцять із учасників після закінчення передачі сформували музичний проєкт «One day», який згоди поділили на дві групи: 2AM та 2PM.
Чханмін не брав участі у програмі, бо в цей час проходив обов'язкову службу в армії. Чжінун не пройшов стажування і наприкінці проєкту вибув, проте один з учасників залишив JYP Entertainment і Чжінун знову приєднався до групи 2AM.

### 2008—2009: Дебют
Офіційний дебют групи відбувся 11 липня 2008 року на передачі Music Bank телеканалу KBS з композицією «이 노래» (І норе, укр. Ця пісня, англ. This Song). Перший однойменний сингл гурт випустив 21 липня 2008 року.
19 березня 2009 року гурт представив іншу пісню «친구의 고백» (Чхінґві кобек, укр. Зізнання другу, англ. Confession of a Friend), яка є головною піснею для сингл-альбому «Time For Confession».

### 2010: Перший мініальбом та альбом
21 січня 2010 року 2AM повернулися на сцену з синглом «죽어도 못 보내» (Чжуґодо мот поне, укр. Не зможу відпустити тебе, навіть якщо помру, англ. Can't Let You Go Even If I Die) з однойменного мініальбому.
7 лютого 2010 2AM виграли свій перший приз Mutizen на телепрограмі Inkigayo. 25 лютого вони здобули другу перемогу на програмі Mnet M! Countdown. Вдруге Mutizen група отримала в останній день промоушену «Can't Let You Go Even If I Die» — 7 березня.
18 березня 2AM представили перевидання мініальбому до якого увійшли пісні з двох попередніх синглів, мініальбому та одна зовсім нова пісня під назвою «잘못했어» (Чальмотхесо, укр. Я був неправий, англ. I Was Wrong). На офіційному YouTube-каналі вийшли чотири тизери для кожного члена групи. Сингл «I Was Wrong» виграв Mnet M!Countdown 1 квітня 2010 року.
Згодом 2АМ були обрані представником Азії в офіційному альбомі Listen Up! The Official 2010 FIFA World Cup Album з піснею під назвою «№ 1». Пісня вийшла 18 травня 2010 року.
У жовтні 2010 року група представляла Корею на сьомому Asia Song Festival, організованому Корейським фондом міжнародного культурного обміну на Олімпійському стадіоні Сеула.
А 26 жовтня 2010 року 2AM випустили свій перший повноцінний альбом «Saint o'Clock», з «전활 받지 않는 너에게» (Чонхваль патчі анин ноеґе, укр. Ти не відповіси на мої дзвінки, англ. You Wouldn't Answer My Calls) і «미친 듯이» (Мічхін диші, укр. Наче божевільний, англ. Like Crazy) як заголовними треками. За пісню «You Wouldn't Answer My Calls» група 14 листопада отримала на Inkigayo нагороду Mutizen.
З 24 по 26 грудня 2010 року в Корейському університеті Сеула 2АМ провели свої перші концерти під назвою «Saint o'Clock».

### Кінець 2011—2012: Дебют в Японії і камбек
9 листопад 2011 року група випустила японське перевидання «Saint o'clock ~JAPAN SPECIAL EDITION~», а 11 січня 2012 року офіційно дебютувала в Японії з японською версією свого хіта «Can't Let You Go Even If I Die» — «Never Let You Go ～死んでも離さない～» (Never let you go ~Shinde mo Hanasanai~).
Після вісімнадцяти місяців відсутності в березні 2012 року група повернулася на корейську музичну сцену. 12 березня вийшов новий мініальбом групи F.Scott Fitzgerald's Way Of Love. Цього ж дня група представила шанувальникам новий кліп «너도 나처럼» (Ноду начхором, укр. Цікаво,чи тобі так же боляче, як і меніангл. I Wonder If You Hurt Like Me).
11 квітня група випустила другий японський сингл «電話に出ない君に» (Denwa ni Denai Kimi ni, англ. You Wouldn't Answer My Calls) з японськими версіями раніше виданих корейських пісень. Цього ж місяця 2AM разом із групою 2PM анонсували випуск в Японії документального фільму «Beyond The One Day» і спільного синглу з групою під назвою «One day».
До кінця року у групи вийшли ще два японських сингли «For You~君のためにできること~» (For You: Kimi no Tame ni Dekiru Koto) та «誰にも渡せないよ» (Darenimo Watasenai Yo).

### 2013: Другий альбом
9 січня 2013 року в 2АМ вийшов перший повний японський альбом під назвою «Voice», куди увійшли 12 пісень, а також відео виступів з «2AM 1st JAPAN TOUR» та закулісні відео зі знімання обкладинки альбому і музичного відео.
5 березня відбулося повернення групи на корейську музичну сцену з другим студійним альбомом «One Spring Day», пісні «One Spring Day» і «Forgetting You» до якого написав учасник групи Чханмін, та кліпом на головну пісню.
У середині листопада 2AM представили передреліз майбутнього альбому: ним став сингл «그냥 있어줘» (Кинян ісочжо, укр. Просто залишся, англ. Just Stay), написаний відомим баладним виконавцем Ra.D (спільно з d.ear). А вже 27 листопада вийшов третій корейський мініальбом 2АМ під назвою «Nocturne». У нього увійшли п'ять треків з заголовним «후회할거야» (Хухвехалькоя, укр. Жаль, англ. Regret), на який був знятий кліп.
7-8 грудня 2AM провели сольні концерти, які стали початком невеликого турне під назвою «2013 2AM CONCERT — NOCTURNE». 15 грудня в його рамках відвідала Лос-Анджелес, а 21 — Тайбей.

## Учасники
| Сценічне ім'я | Сценічне ім'я | Сценічне ім'я | Справжнє ім'я | Справжнє ім'я | Справжнє ім'я | Дата народження           | Позиція в гурті                    |
| Українською   | Латиницею     | Хангилем      | Українською   | Латиницею     | Хангилем      | Дата народження           | Позиція в гурті                    |
| ------------- | ------------- | ------------- | ------------- | ------------- | ------------- | ------------------------- | ---------------------------------- |
| Джо Квон      | Jo Kwon       | 조권          | Чжо Квон      | Jo Kwon       | 조권          | 28 серпня 1989 (35 років) | Лідер, провідний вокаліст          |
| Чанмін        | Changmin      | 창민          | Лі Чханмін    | Lee Changmin  | 이창민        | 1 травня 1986 (39 років)  | Головний вокаліст, провідний репер |
| Силон         | Seulong       | 슬옹          | Ім Силон      | Im Seulong    | 임슬옹        | 11 травня 1987 (38 років) | Вокаліст                           |
| Джінун        | Jinwoon       | 진운          | Чжон Чжінун   | Jeong Jinwoon | 정진운        | 2 травня 1991 (34 роки)   | Вокаліст, головний репер, макне    |

## Дискографія

### Студійні альбоми

#### Корейські
- 2010: Saint o'Clock
- 2013: 2집 어느 봄날 (англ. One Spring Day)

#### Японські
- 2013: Voice

### Мініальбоми
- 2010: 죽어도 못 보내 (англ. Can't Let You Go Even If I Die)
- 2012: F.Scott Fitzgerald's Way Of Love
- 2013: Nocturne

### Перевидання
- 2010: 잘못했어 (англ. I Was Wrong)

### Сингл-альбоми
- 2008: 이노래 (англ. This Song)
- 2009: Time For Confession

## Відеографія
| Назва                                  | Рік       | Режисер(и)    | Прим.     |
| Корейські                              | Корейські | Корейські     | Корейські |
| -------------------------------------- | --------- | ------------- | --------- |
| «This Song»                            | 2008      | Невідомий     |           |
| «What Should I Do»                     | 2008      | Невідомий     |           |
| «Graduation»                           | 2009      | Невідомий     |           |
| «A Friend's Confession»                | 2009      | Невідомий     |           |
| «Can't Let You Go Even If I Die»       | 2010      | Hong Won-ki   | [ 17 ]    |
| «I Was Wrong»                          | 2010      | Невідомий     |           |
| «No.1»                                 | 2010      | Hong Won-ki   | [ 18 ]    |
| «You Wouldn't Answer My Calls»         | 2010      | Невідомий     |           |
| «Like Crazy»                           | 2010      | Hong Won-ki   | [ 19 ]    |
| «I Wonder If You Hurt Like Me»         | 2012      | Lee Gi-baek   | [ 20 ]    |
| «One Spring Day»                       | 2013      | Hong Won-ki   | [ 21 ]    |
| «Regret»                               | 2013      | Hong Won-ki   | [ 22 ]    |
| «Days Like Today»                      | 2014      | Невідомий     |           |
| «Over The Destiny»                     | 2014      | Невідомий     |           |
| Японські                               |           |               |           |
| «You Wouldn't Answer My Calls»         | 2011      | Hong Won-ki   | [ 23 ]    |
| «Never Let You Go: Shindemo Hanasanai» | 2012      | Lee Gi-baek   | [ 24 ]    |
| «Denwa ni Denai Kimi ni»               | 2012      | Lee Gi-baek   | [ 25 ]    |
| «One Day» (with 2PM)                   | 2012      | Cho Su-hyun   | [ 26 ]    |
| «For You: Kimi no Tame ni Dekiru Koto» | 2012      | Cho Su-hyun   | [ 27 ]    |
| «Darenimo Watasenai Yo»                | 2012      | Cho Su-hyun   | [ 28 ]    |
| «One Spring Day»                       | 2013      | Невідомий     |           |
| «Bye Bye»                              | 2014      | Igarashi Taku | [ 29 ]    |

## Головні нагороди
Золотий диск
- 2010: 
 Гран-прі (Digital Daesang): 죽어도 못 보내 (англ. Can't Let You Go Even If I Die)
Головний приз (Digital Bonsang): 죽어도 못 보내 (англ. Can't Let You Go Even If I Die)[30]

Seoul Music Awards
- 2011: 
Головний приз (Bonsang): 죽어도 못 보내 (англ. Can't Let You Go Even If I Die) 
 R&B/Баладний артист (R&B Ballad Award): 죽어도 못 보내 (англ. Can't Let You Go Even If I Die)[31]

Mnet Asian Music Awards
- 2010:
Найкраще вокальне виконання (група) (Best Vocal Performance — Group): 죽어도 못 보내 (англ. Can't Let You Go Even If I Die)[32]

Melon Music Awards
- 2010:
Пісня року: 죽어도 못 보내 (англ. Can't Let You Go Even If I Die)
Топ-10 найкращих артистів року[33]